# Calometopus overlaeti
Calometopus overlaeti är en skalbaggsart som beskrevs av Louis Burgeon 1934. Calometopus overlaeti ingår i släktet Calometopus och familjen Cetoniidae. Inga underarter finns listade.